# Riba-roja de Túria
Riba-roja de Túria és un municipi del País Valencià situat a la comarca del Camp de Túria. Amb 24.230 habitants (INE 2024) es tracta del quart municipi més poblat de la comarca.

## Geografia
Es troba construïda sobre un suau pujol a la dreta del riu Túria. El medi climàtic és el típic mediterrani encara que amb temperatures una mica més baixes que en la capital del país, donada la seva major altitud; les mesures tèrmiques oscil·len entre els 9º de gener i els 24º d'agost, i les precipitacions són lleugerament superiors als 400 mm anuals, amb un màxim en l'estació tardorenca.
La superfície no llaurada, l'ocupen monticles desproveïts de vegetació arbòria, si exceptuem les joves pinedes de la muntanya del Frare, però rics en espècies menors com el romaní, arç, coscolla i altres.
El terme municipal limita amb Benaguasil, l'Eliana, Loriguilla, la Pobla de Vallbona i Vilamarxant (a la mateixa comarca del Camp de Túria), a més de Quart de Poblet, Manises (a l'Horta Nord) i Paterna (a l'Horta Sud) i Xest i Xiva (a la comarca de la Foia de Bunyol)

### Nuclis de població
- Riba-roja de Túria
- Mont Alcedo
- La Venta de Poio
- L'Oliverar. Pedania que té el seu origen està, probablement, en una antiga fonda situada en l'actual A-3, donant lloc a un grupet de cases de planta baixa i una altura unifamiliars. Està situada al Sud del terme municipal, en l'estret marge que queda entre la N-3 al Nord i el Barranc del Poio al Sud. Consta de tres illes de cases i dos carrers, a part de la carretera N-3: el carrer Extremadura i el carrer Verge de l'Olivar.
- La Llobatera
- Reva
- Masia de Traver
- Santa Rosa
- València la Vella
- Els Pous
- Montemayor
- El Clot

## Història

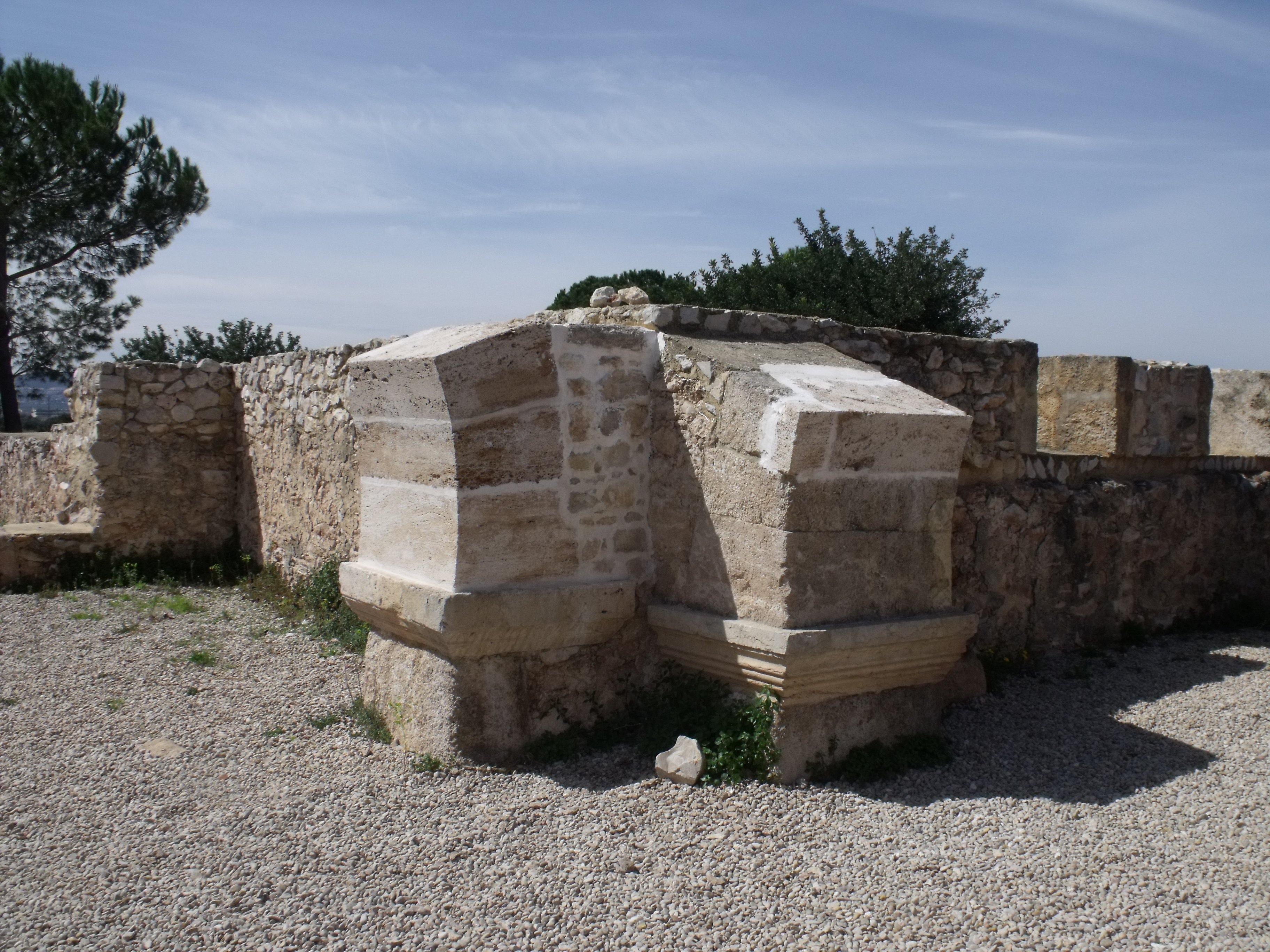
Zona arqueològica del Pla de Nadal

Hi ha diversos jaciments del bronze i ibers; dels romans, que l'anomenaren Ribarubea ('ribera roja'); s'han trobat diverses villae i les ruïnes d'una ciutat coneguda com a València la Vella; el Pla de Nadal dona important testimoni del domini visigot; els moros, que la batejaren Beni-panoha, deixaren el nucli urbà, la torre i el castell; Jaume I (1208-1276), el 30 de juny del 1269, va obtenir del bisbe de Saragossa el castell i la vila a canvi d'altres possessions a l'Aragó; en el Llibre del repartiment apareix citada com a Ribaroga; el 1348, els unionistes s'apoderaren de la població i ajusticiaren els jurats i el batlle. El 1382, el senyoriu pertanyia a Pere de Centelles i la seua esposa Raimunda de Riusech; el 1562 era de Gabriel de Roxes; posteriorment fou del marquès de Guadalest, que atorgà carta de població, el 7 d'agost del 1611, per a 41 nous pobladors, reservant-se per a ell la màxima jurisdicció, i el poder de nomenar els oficials municipals; oferia terres i cases, i a canvi els vassalls li donaven la cinquena part de la fruita, la setena de l'arròs, la novena dels fruits del secà i altres tributs; també va pertànyer al marquès de Càceres i al comte de Revillagigedo fins a l'abolició dels senyorius.

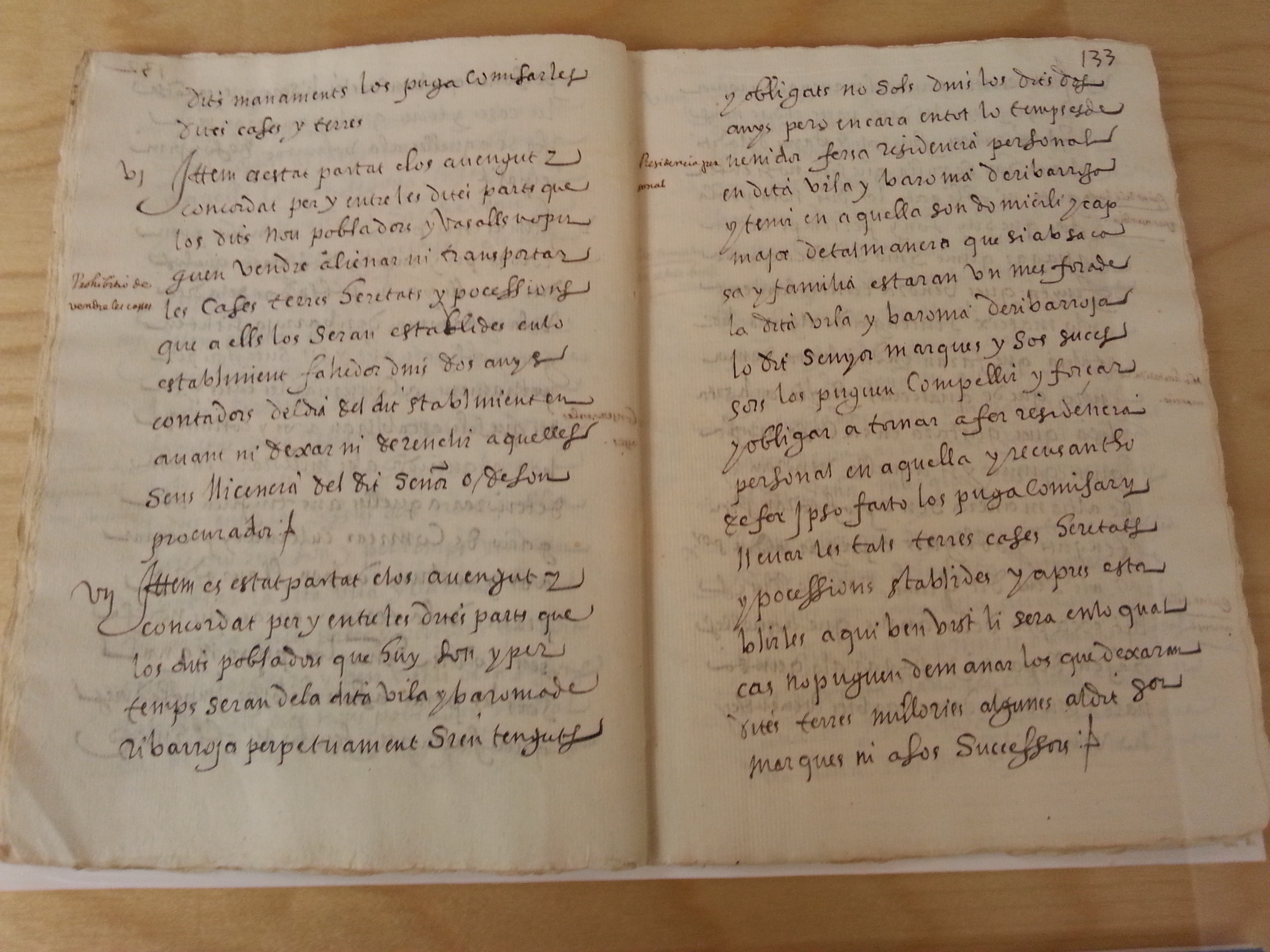
Carta pobla atorgada a la baronia de Riba-roja, el 7 d'agost de 1611. Arxiu del Regne de València

En el segle xviii, a causa del conreu de l'arròs, va patir febres terçanes i es va restringir el seu conreu a les terres contigües al riu; durant la Guerra d'Independència hi hagué una guerrilla que va causar força maldecaps als francesos; a les primeries del segle xix produïa blat, vi, oli, seda, garrofes i fesols, hi havia un algepsar, quatre molins fariners i vuit almàsseres per a oli, i també s'hi fabricaven teules; el 13 d'abril de 1897 es va concloure el compromís de cessió o venda de les terres que hi posseïa Àlvar Gonçal Joan d'Armada Fernández de Córdoba Valdés i Guemes, sisè comte de Revillagigedo, a favor dels regants del poble; el 1943, RENFE tingué la gosadia de denominar-lo Ribarroja de las Cuevas per diferenciar-lo d'altres pobles de l'estat amb el mateix topònim, però la fulminant reacció popular eliminà l'atreviment de l'empresa ferroviària; en els últims temps, s'ha vist en l'ull de l'huracà de la corrupció urbanística per la proliferació de PAI que han convertit el terme en un continu d'urbanitzacions, i especialment pel conegut Pla Porxinos, macro-operació especulativa promoguda pel València CF amb la connivència de l'Ajuntament.

### Gota freda del 2024
A finals del mes d'octubre del 2024 el País Valencià va patir unes inundacions degut a un temporal de gota freda (DANA) i Riba-Roja de Túria fou afectat. Les pluges torrencials caigudes en les comarques més interiors provocaren el desbordament de rius i barrancs assolint grans altures afectant cases, ponts i tota mena d'infraestructures. A banda de les afectacions materials les conseqüències foren terribles, amb més de 200 morts en tota la Província de València (7 en el municipi) i decenes de milers de damnificats que enfronten el repte de la reconstrucció i la tornada a la normalitat.

## Demografia
Al llarg dels darrers 30 anys la població de Riba-Roja de Túria ha augmentat de manera molt significativa. Ja que, com es pot veure a la taula en eixe període de temps la població ha augmentat en quasi 15.000 persones. (INE)
| 1990  | 1996   | 2000   | 2005   | 2010   | 2015   | 2020   | 2024   |
| ----- | ------ | ------ | ------ | ------ | ------ | ------ | ------ |
| 9.826 | 11.236 | 12.908 | 17.251 | 20.755 | 21.391 | 22.761 | 24.230 |

## Economia
L'agricultura constituïx de moment la seua principal base econòmica. En la superfície conreada, predominen en el secà els fruiters, entre altres el garrofer, i en el regadiu en primer lloc el taronger i el cultiu d'hortalisses. En la ramaderia, arriba a certa importància en els seus sectors llaner i porcí, seguit del boví.
La indústria se centra en la tradició ceràmica de Riba-roja de Túria. Hi destaquen el ciment, material sanitari, ceràmiques artístiques i materials per a la construcció, a part de diverses pedreres per a l'extracció de materials.

## Comunicacions

### Accés per carretera
Les principals vies d'accés a la població són les següents:
Des de L'Eliana i Sant Antoni de Benaixeve, a través de la carretera CV-336.
Des de València i Manises per la CV-37 (antiga CV-370) amb continuació a Vilamarxant
Des de Loriguilla i l'A-3/E-901, a través de la carretera CV-374.
Des de La Pobla de Vallbona a través de la carretera CV-372.

### Metro
Gràcies a la Línia 9  de la xarxa de Metrovalència (servei oferit per Ferrocarrils de la Generalitat Valenciana)  Riba-Roja de Túria està connectada amb València, Manises i Quart de Poblet. Aquest municipi compta amb 3 parades:
- València la Vella
- Masia de Traver
- Riba-Roja de Túria

Amb anterioritat el municipi estava connectat amb València amb la Línia C-4 de Rodalies de València (servei oferit per Renfe) però fou tancada. Des d'eixe moment s'iniciaren els projectes de la connexió amb la C-5, però amb l'ampliació de la xarxa de Metrovalència Riba-Roja de Túria va tornar a estar connectada amb València gràcies a la Línia 9 del servei oferit per Ferrocarrils de la Generalitat Valenciana (FGV) al 2015.

### Bus interurbà
Tanmateix, el municipi també compta amb la connexió de Metrobús oferida per FGV i que permet als habitants de Riba-Roja de Túria estar connectats amb la resta de poblacions de la comarca. Les línies en són dues:
- Línia 105: Vilamarxant - Riba-Roja de Túria
- Línia 269: València - Base Aèria - L'Oliveral - La Reva

### Bus urbà
A més a més, el municipi també compta amb quatre línies de bus urbà que connecten diferents punts de la ciutat importants per a la mobilitat de la seua població. Aquests serveis són:
- Línia Interinstituts[6]
- Conectametro: Amb connexions amb l'estació de metro del municipi i amb altres punts de les Línies 2 i 9.[7]
- Aribabus

## Política i govern

### Composició de la Corporació Municipal
El Ple de l'Ajuntament està format per 21 regidors. En les eleccions municipals de 26 de maig de 2019 foren elegits 11 regidors del Partit Socialista del País Valencià (PSPV-PSOE), 4 del Partit Popular (PP), 2 de Ciutadans - Partit de la Ciutadania (Cs), 1 de Compromís per Riba-roja (Compromís), 1 de L'Esquerra de Riba-roja (EUPV-ERPV), 1 de Podem - Riba-roja Pot! (Podem-RP!) i 1 de Vox.
| Eleccions municipals de 26 de maig de 2019 - Riba-roja de Túria                                                                                             |                                          |                                     |                                     |         |          |          |
| Candidatura | Candidatura                              | Candidatura                         | Cap de llista                       | Vots    | Vots     | Regidors |
| | Partit Socialista del País Valencià-PSOE |                                     | Robert Raga Gadea                   | 5.023   | 45,71%   | 11 (+5)  |
| | Partit Popular                           |                                     | Josefa Ruiz Esteban                 | 2.065   | 18,79%   | 4 (-3)   |
| | Ciutadans - Partit de la Ciutadania      |                                     | Salvador Ferrer Cortina             | 1.260   | 11,46%   | 2 ()     |
| | Compromís per Riba-roja                  |                                     | Rafael Folgado Navarro              | 790     | 7,19%    | 1 (-1)   |
| | L'Esquerra de Riba-roja (EUPV-ERPV)      |                                     | Rafael Gómez Muñoz                  | 625     | 5,69%    | 1 ()     |
| | Podem - Riba-roja Pot!                   |                                     | Arantxa Torres Macías               | 597     | 5,43%    | 1 (-2)   |
| | Vox                                      |                                     | Nuria Santamaría Garrido            | 561     | 5,10%    | 1 (+1)   |
| | Altres candidatures                      |                                     |                                     | 17      | 0,15%    | 0        |
| | Vots en blanc                            |                                     |                                     | 52      | 0,47%    |          |
| Total vots vàlids i regidors | Total vots vàlids i regidors             | Total vots vàlids i regidors        | Total vots vàlids i regidors        | 10.990  | 100 %    | 21       |
| | Vots nuls                                | Vots nuls                           | Vots nuls                           | 79      | 0,71%    |          |
| Participació (vots vàlids més nuls) | Participació (vots vàlids més nuls)      | Participació (vots vàlids més nuls) | Participació (vots vàlids més nuls) | 11.069  | 66,76%** |          |
| Abstenció | Abstenció                                | Abstenció                           | Abstenció                           | 5.512*  | 33,24%** |          |
| Total cens electoral | Total cens electoral                     | Total cens electoral                | Total cens electoral                | 16.581* | 100 %**  |          |
| Alcalde: Roberto Raga Gadea (PSPV) (15/06/2019) Per majoria absoluta dels vots dels regidors (11 vots de PSPV)                                              |                                          |                                     |                                     |         |          |          |
| Fonts: Ministeri de l'Interior, Junta Electoral de Zona de Llíria, Periòdic Ara. (* No són vots sinó electors. ** Percentatge respecte del cens electoral.) |                                          |                                     |                                     |         |          |          |

### Alcaldes
Des de 2015 l'alcalde de Riba-roja de Túria és Robert Raga Gadea (PSPV).
| Període                       | Alcalde o alcaldessa                           | Partit polític | Data de possessió     | Observacions |
| ----------------------------- | ---------------------------------------------- | -------------- | --------------------- | ------------ |
| 1979–1983                     | Vicente Guzmán Pedros Joan Antoni Toledo Gómez | PSPV-PSOE      | 19/04/1979 01/01/1981 | n/d --       |
| 1983–1987                     | Joan Antoni Toledo Gómez                       | PSPV-PSOE      | 28/05/1983            | --           |
| 1987–1991                     | Joan Antoni Toledo Gómez                       | PSPV-PSOE      | 30/06/1987            | --           |
| 1991–1995                     | Joan Antoni Toledo Gómez                       | PSPV-PSOE      | 15/06/1991            | --           |
| 1995–1999                     | Francisco Tarazona Zaragozá                    | PP             | 17/06/1995            | --           |
| 1999–2003                     | Francisco Tarazona Zaragozá                    | PP             | 03/07/1999            | --           |
| 2003–2007                     | Francisco Tarazona Zaragozá                    | PP             | 14/06/2003            | --           |
| 2007–2011                     | Francisco Tarazona Zaragozá                    | PP             | 16/06/2007            | --           |
| 2011–2015                     | Francisco Tarazona Zaragozá                    | PP             | 11/06/2011            | --           |
| 2015–2019                     | Robert Raga Gadea                              | PSPV-PSOE      | 13/06/2015            | --           |
| 2019-2023                     | Robert Raga Gadea                              | PSPV-PSOE      | 15/06/2019            | --           |
| Des de 2023                   | Robert Raga Gadea                              | PSPV/PSOE      | 17/06/2023            | --           |
| Fonts: Generalitat Valenciana |                                                |                |                       |              |

## Monuments

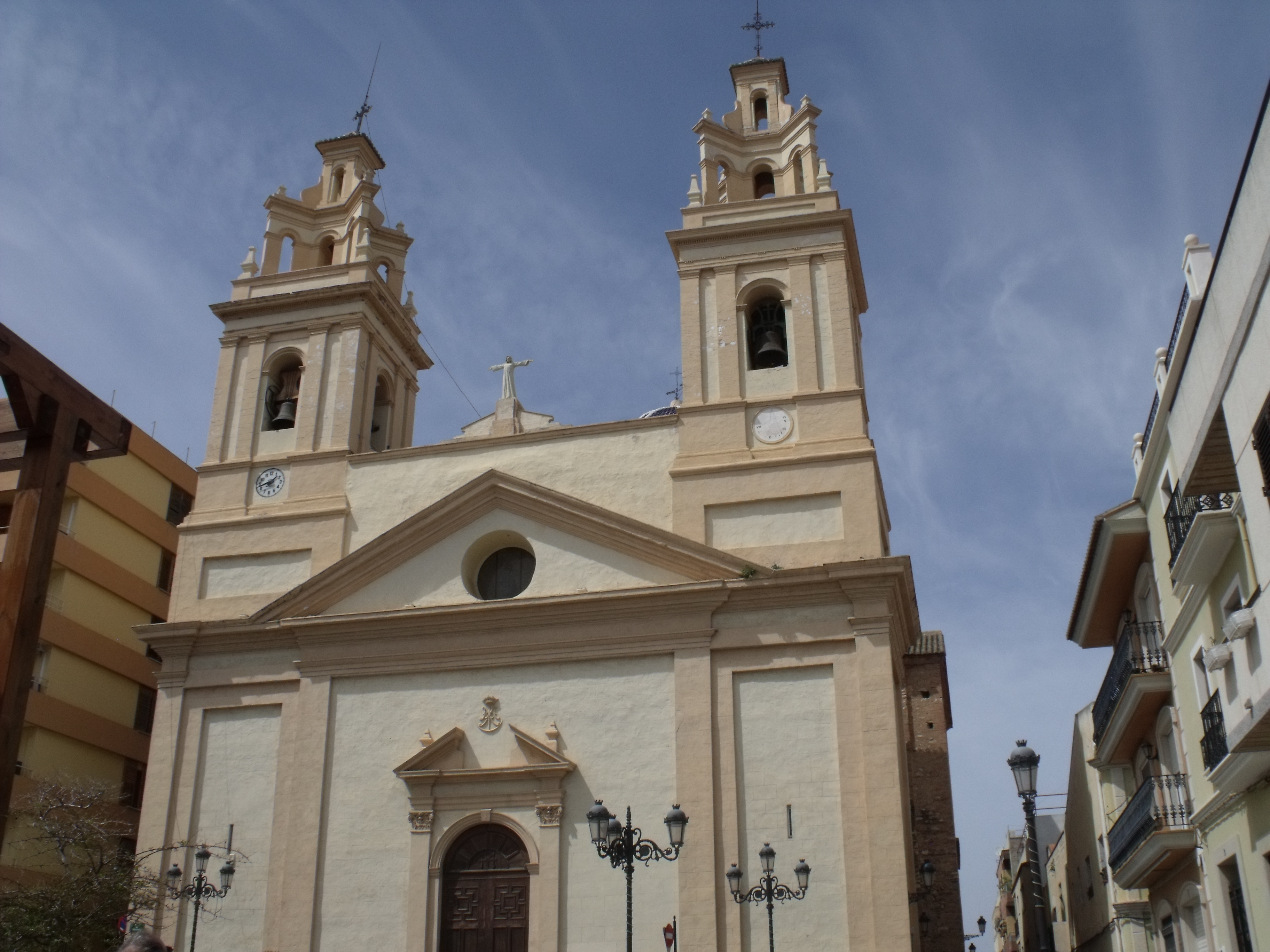
Església de l'Assumpció

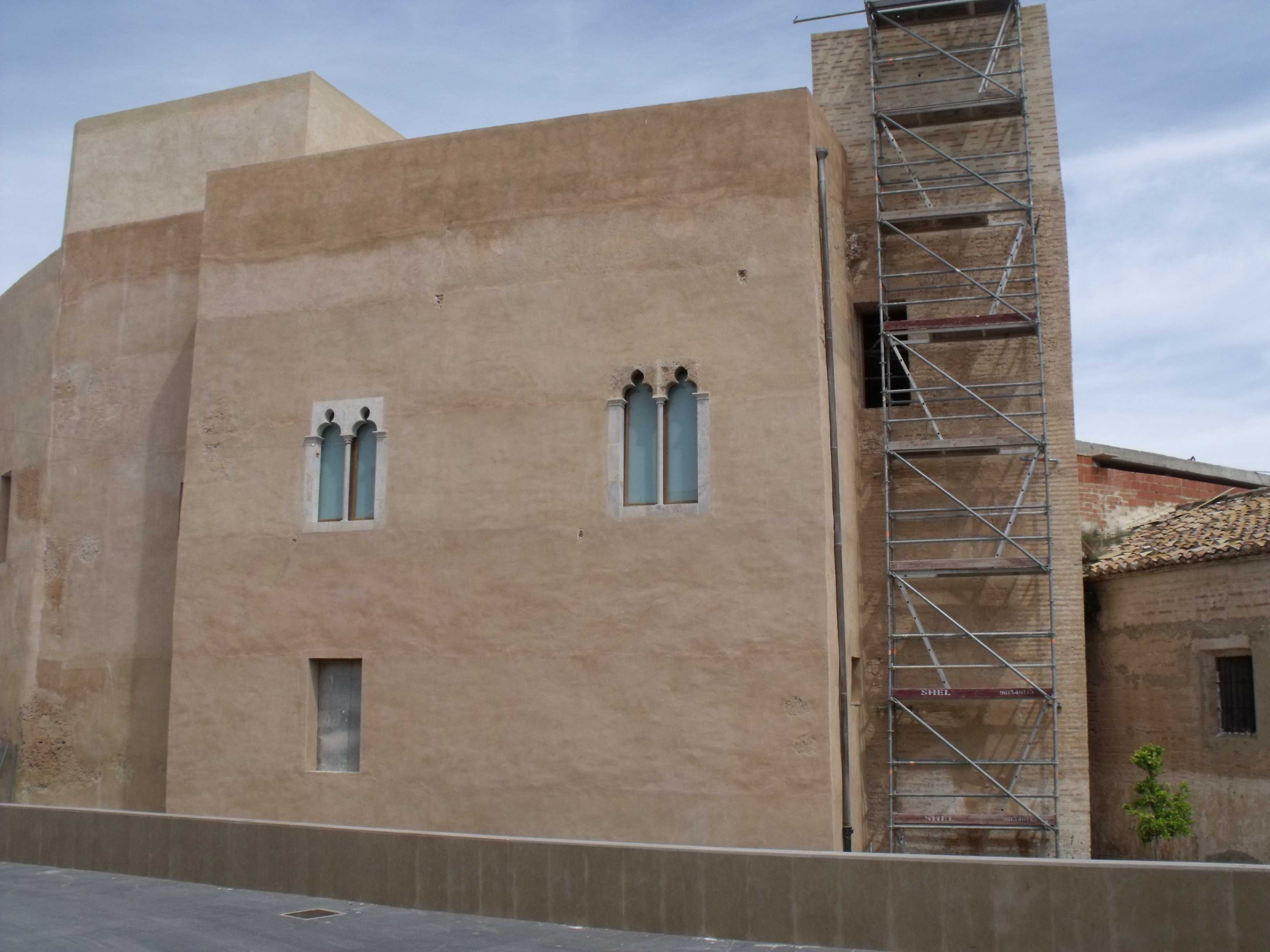
Castell

### Monuments religiosos
- Església de l'Assumpció de Nostra Senyora. 1791-1797. Estil neoclàssic. Molt maltractat el 1936-1939, ha estat ben restaurat recentment.
- Convent de Sant Gregori i església de la Sagrada Família. 1896, estil neogòtic.

### Monuments civils
- El castell. Habitat fins al 1897, ha passat des de llavors per un procés de degradació (va ser, fins i tot, magatzem agrícola). A hores d'ara es troba pràcticament desaparegut, igual que les muralles, integrat en els edificis més antics del poble.
- Ajuntament. Obra de l'arquitecte Joaquim Rieta (1897-1982), aixecada entre 1925 i 1927 en estil classicista.
- Pont Vell. D'origen romà.
- La cisterna. Construïda el 1762, es va mantenir en ús fins a 1940. Serà Museu Arqueològic.
- Molí del Comte. Un dels millors conservats del país.
- Tres aqüeductes romans, dels quals el més conegut és el dels Arquets.
- Pla de Nadal. Restes d'una basílica del segle vii, capitells, columnes, carreus, que es conserven en el Museu Històric Municipal.
- Ruïnes de València la Vella.
- Caserius i masos arreu del terme.
- Restes de la muralla àrab i d'una torre del segle xi, a la plaça de la Torre, rehabilitada l'any 2021[13]

### Monuments naturals
- Xopera de masia de Traver. Bosc caducifoli de ribera compost per xops, plàtans d'ombra, àlbers i matolls com esbarzers.
- Om de Traver. No es tracta ben bé d'un om, sinó que es tracta d'un plàtan d'ombra centenari catalogat com a arbre monumental per la Generalitat Valenciana.
- Parc fluvial del Túria. El terme municipal es troba creuat pel riu Túria, convertit recentment en Parc Natural.
- Muntanya del Frare i vall del barranc de Porxinos. La muntanya del Frare i la vall del barranc Porxinos són enclavaments naturals molt rics en fauna i vegetació mediterrànies.

## Festes i celebracions
Les Festes Majors se celebren en honor de l'Assumpció de la Verge (15 d'agost) i en honor del Santíssim Crist dels Afligits (14 de setembre). A més, té lloc també la Festa dels "Fadrins" que tradicionalment és la festa que organitzaven els joves de la població en honor de la Verge del Rosari. Des de fa uns 15 anys, la festa ha pres una importància tal que l'equipara als altres grans moments de l'estiu. La festa gran dels Fadrins és a l'agost i comença un divendres i acaba al diumenge de la setmana següent amb la processó de la Verge del Rosari, que és portada pels festers de l'any següent. Durant els nou dies que dura la "setmana" de Fadrins, es fan orquestres, festes amb DJ, concerts i altres activitats, majoritàriament durant la nit.
Per altra banda, Riba-roja de Túria conta també entre les seues festes les celebrades en honor de sant Antoni (17 de gener), amb la crema d'una gegantesca foguera i la tradicional benedicció d'animals. I, per descomptat, amb la festa valenciana més internacional, les Falles. Actualment, té sis comissions falleres: la falla l'Harmonia, la falla el Túria, la falla la Unió, la falla la Pau, la falla l'Amistat i la falla Plaça de la Constitució. Es té constància d'activitats falleres des de la dècada dels anys 20, quan es va crear la falla C/ del Llavador.
També són importants les festes en honor de sant Vicent Ferrer, en les quals s'interpreten els tradicionals "miracles de Sant Vicent". Finalment, és destacable la celebració de l'Ofrena al Riu Túria, una festa de periodicitat quinquennal, la primera edició de la qual va tenir lloc el 1980. Després d'un parèntesi de 17 anys, es va celebrar per segona vegada en 1997, posteriorment el 2000 (any en què es va decidir atorgar-li periodicitat quinquennal) i el 2005. L'"ofrena" es fonamenta en un acte simbòlic d'agraïment al riu Túria pels beneficis que històricament ha aportat als municipis de la seua ribera. Amb eixe motiu, es donen cita en l'esplanada del riu, al costat del pont vell, representacions arribades de tots els municipis per on transcorre el Túria, des de Guadalaviar (serra d'Albarrasí, Aragó) fins a València. Prèviament al dia gran, es desenvolupen diferents activitats lúdiques, exposicions, conferències, etc.
Tanmateix, a l'octubre es celebren les Festes de la Mare de Déu del Roser. En aquesta festa s'organitzen nombroses activitats culturals, desfilades, concursos, actes religiosos i la tradicional Cordà (un espectacle pirotècnic popular amb coets borratxos i traques).